# Dance on My Grave
Dance on My Grave é um romance infantojuvenil escrito em 1982 pelo autor britânico Aidan Chambers. É o segundo livro da série de seis romances de Chamber, Dance Sequence. O romance retrata a história de um adolescente britânico chamado Henry Robinson e detalha os eventos que levaram-no a dançar na tumba de seu amigo um pouco mais velho, Barry Gorman, com quem Robinson teve um caso amoroso. Em 2020, Dance on My Grave foi alento para a produção do filme franco-belga Éte 85.
Foi um dos primeiros romances infantojuvenis a ser publicado por uma grande editora que retrata a homossexualidade de forma aberta e positiva. A obra foi incluída na lista de livros para jovens queers da American Library Association e, também, tornou-se uma inspiração para a criação de inúmeras obras e séries de livros que retratam romances homossexuais.